# Неуправляемый (фильм, 2010)
«Неуправляемый» (англ. Unstoppable — неостановимый) — американский фильм-катастрофа по сценарию Марка Бомбэка с Дензелом Вашингтоном и Крисом Пайном в главных ролях. Последняя режиссёрская работа Тони Скотта повествует о двух железнодорожниках, которые пытаются остановить неуправляемый поезд с токсичным грузом. В США фильм вышел в прокат 12 ноября 2010 года, в России — 25 ноября.
Сюжет фильма основан на реальных событиях, которые произошли с поездом, «вышедшим из-под контроля», 15 мая 2001 года.

## Сюжет
Слоган: «Миллион тонн стали. Сто тысяч жизней на кону. Сто минут до катастрофы»
Действие разворачивается в штате Пенсильвания на вымышленной дороге Allegheny and West Virginia Railroad (AWVR). На юге штата на станции Брюстер на работу заступают машинист Френк Барнс (Дензел Вашингтон) и помощник машиниста Уилл Колсон (Крис Пайн). Они впервые работают вместе и значительно отличаются друг от друга: Френк Барнс — машинист с 28-летним стажем, тогда как Уилл Колсон — это 27-летний парень, который до этого прошёл лишь 4-месячный курс подготовки. Их работа в этот день — следовать на локомотиве в Милзбург, прицепить там небольшой грузовой поезд и провести его по дороге на север. У обоих проблемы в личной жизни — Колсон судится с женой Дарси за право общения с ребёнком, Барнс в ссоре с дочерьми. Общение между Колсоном и Барнсом не складывается, так как Колсон по неопытности прицепил слишком много вагонов, что грозит обоим дисциплинарным взысканием, к тому же Барнс уверен, что дядя Колсона занимает высокий пост в железнодорожной компании и поэтому Колсону всё простят. Он также зол, потому что ему прислали уведомление о сокращении с сохранением половины льгот.
В это время в северной части штата на станции Фуллер необходимо срочно переставить железнодорожный состав 777 («Три семёрки») на другой путь, в результате чего смотрители поездов в спешке не соединяют должным образом все рукава тормозной магистрали. Окончательно усугубляет ситуацию сам машинист локомотива Дьюи (Итэн Сапли), который выпрыгивает с медленно едущего поезда, чтобы перевести расположенную впереди стрелку, несмотря на протесты смотрителя Джиллиса. Однако стоило ему спрыгнуть с локомотива, как рукоятка контроллера самостоятельно переводится на максимальную тягу. Скорость поезда начинает быстро нарастать, и Дьюи не удаётся догнать локомотив.
Узнав об этом происшествии, дежурная по станции Фуллер Конни Хупер (Розарио Доусон) звонит своему знакомому, бывшему полицейскому Нэду Олдэму, и просит его перевести стрелку на ближайшем обгонном пути. Также она посылает Дьюи и Джиллиса в погоню за поездом на локомобиле. Прибыв в назначенное место, Нэд ожидает поезд, однако он не появляется. Вместо этого появляется локомобиль с Дьюи и Джиллисом. После того, как Нэд сообщает эту информацию Хупер, она понимает, что двигатель локомотива включён. Она звонит в полицейское управление и просит перекрыть все железнодорожные переезды на магистрали.
«Три семёрки» чудом не сталкивается с поездом, в котором едут дети.
На обгонном пути Джиллис пытается попасть в кабину локомотива, перелезая с двери локомобиля, однако между путями оказывается светофор, который отрывает дверь, в результате чего Джиллис чуть не погибает, вовремя успев заскочить в локомобиль.
На станцию Фуллер прибывает инспектор по безопасности Скотт Вернер. Он сообщает неутешительные новости: жидкий фенол в вагонах – очень взрывоопасная смесь и если поезд пустить под откос в населённом пункте, то произойдёт страшная катастрофа и экологическое бедствие.
На одном из переездов зазевавшийся водитель грузовика поздно замечает полицейского и врезается в фургон с лошадьми. Хозяева успевают увести животных вовремя прежде, чем поезд разносит фургон в щепки.
Колсон и Барнс уже на подходе к обгонному пути. Барнс против остановки, поскольку знает, что поезд не поместится на нём: по документам он длиннее, чем есть на самом деле. После словесной перепалки Колсон всё же принимает доводы Барнса и они продолжают свой путь по магистрали.
Вице-президент по движению Оскар Гэлвин (Кевин Данн) придумывает план, по которому перед составом ставится тепловоз, который будет его тормозить, а тем временем морской пехотинец Райан Скотт с вертолёта на троссе спустится в кабину и остановит «Три семёрки». Он сообщает об этом владельцу железнодорожной компании, тот согласен, ведь пуск поезда под откос грозит колоссальными убытками и падениями акций компании. План проваливается после того, как Скотт врезается в лобовое стекло локомотива и теряет сознание, а на следующей стрелке второй локомотив сходит с рельсов и взрывается; его машинист Джадд Стюарт погибает.
Поезд, в котором едут Колсон и Барнс, успевает проскочить на следующем обгонном пути, лишь последний вагон «Три семёрки» разносит на куски. Барнс в зеркало видит, что коготь автосцепки открыт. У него появляется план: догнать «Три семёрки» задним ходом и попытаться его остановить. Колсон вначале против этой идеи, но затем, оценив ситуацию, всё же запрыгивает в локомотив, и они едут за поездом «Три семёрки».
Железнодорожники используют «стандартный вариант» — переносные сбрасыватели, для того, чтобы пустить поезд под откос, однако состав на скорости просто сносит их и движется дальше.
Колсон и Барнс продолжают погоню за поездом. Им необходимо его остановить, ведь в городе Стэнтоне, который уже рядом, железная дорога делает резкий поворот на эстакаде с ограничением в 15 км/час, по которому стремительно несущийся поезд (со скоростью 115 км/час) не сможет проехать, и опрокинется. В самом Стэнтоне начинается всеобщая эвакуация. Жена Колсона Дарси, живущая в Стэнтоне, узнает из выпуска новостей о том, что её муж рискует жизнью ради спасения города. Дочери Барнса также видят в том же выпуске своего отца.
Во время сцепки с «Тремя семёрками» Колсон ранит ногу, но Барнс останавливает ему кровотечение, перевязав ногу скотчем. Барнс пытается затормозить состав, но у него ничего не получается. Внезапно Колсону приходит мысль использовать ручные тормоза на вагонах. Он занимает место машиниста, а Барнс выходит из кабины и начинает крутить рычаги ручного тормоза на каждом вагоне. Вначале это помогает снизить скорость, но затем тормозные колодки на локомотиве Барнса и Колсона по вине второго сгорают — он усилил тормозной эффект контроллером. Состав снова начинает набирать скорость и уже входит в стэнтонский поворот. Остаётся единственный вариант, который использует Колсон: реостатное торможение. Несмотря на перегрев двигателя, реостатное торможение срабатывает, и поезд проезжает поворот, хотя при этом чуть не опрокидывается, балансируя на одном рельсе. Он продолжает движение дальше.
На участке, где железная дорога и автомобильная дорога параллельны, Нэд Олдэм догоняет локомотив. Он кричит Колсону, чтобы тот прыгал в его пикап. После прыжка Нэд довозит Колсона до кабины локомотива «Три семёрки». Колсону удаётся прыгнуть и ухватиться за перила лестницы. Он пробирается в кабину локомотива и останавливает весь состав.
Все рады хорошему концу. Колсон мирится с женой, Барнс мирится с дочерьми. Барнса и Колсона признают героями. В конце фильма рассказывается о судьбе всех участников истории: Фрэнка Барнса повысили, он продолжил работать на железной дороге, сейчас он на пенсии с сохранением всех льгот. Уилл Колсон женат на Дарси, они ждут второго ребёнка. Кони Хупер повышена до вице-президента по движению, бывшего места работы Оскара Гэлвина, Райан Скотт жив, и у него всё хорошо. Нэд Олдэм в настоящее время ведёт собственное реалити-шоу. Дьюи в настоящее время работает в индустрии быстрого питания.

## В ролях
| Актёр            | Роль                                   |
| ---------------- | -------------------------------------- |
| Дензел Вашингтон | Фрэнк Барнс машинист                   |
| Крис Пайн        | Уилл Колсон помощник машиниста         |
| Джефф Уинкотт    | Джесси, брат Уилла                     |
| Розарио Доусон   | Конни Хупер дежурная по станции Фуллер |
| Кевин Данн       | Оскар Гэлвин начальник дороги          |
| Джесси Шрэм      | жена Уилла Дарси Колсон                |
| Итан Сапли       | Дьюи машинист сбежавшего поезда        |
| Лью Тэмпл        | Нэд Олдэм                              |
| Ти Джей Миллер   | Джиллис                                |

## История создания фильма

### Прототип
15 мая 2001 года в штате Огайо на одном из отделений дороги CSX Transportation произошло серьёзное ЧП: со станции в Уолбридже (близ Толидо) из-за ошибки машиниста «сбежал» неуправляемый состав из 47 вагонов, ведомых тепловозом SD40-2 № 8888. Поезд-беглец, получивший обозначение CSX 8888 и прозвище «Сбежавшие восьмёрки», ехал на максимальной тяге тепловоза, а положение осложнялось тем, что в составе находились две цистерны с ядовитым химикатом — фенолом, из-за чего крушение поезда могло привести к экологической катастрофе. Попытки сбросить поезд с рельсов путём постановки перед ним переносных сбрасывателей не увенчались успехом, так как мчащийся со средней скоростью более 70 км/ч поезд массой около трёх тысяч тонн имел настолько высокую инерцию, что эти сбрасыватели были попросту выбиты, ничуть не замедлив «беглеца». В одном из пристанционных городков полицейские попытались остановить поезд выстрелом из ружья в кнопку аварийной остановки двигателя, не зная что её нужно держать нажатой в течение нескольких секунд.
Неуправляемый поезд следовал почти 2 часа, когда его нагнал и сцепился с ним другой тепловоз, который за счёт собственных тормозов снизил скорость поезда до 11 миль в час, после чего в головной локомотив (№ 8888) на ходу заскочил опытный машинист Джек Хосвельд, который отключил тягу локомотива и, наконец, остановил неуправляемый поезд. В ходе данного происшествия никто не пострадал, лишь оказался слегка ранен машинист сбежавшего поезда, которого протащило свыше 20 метров по путям, когда тот попытался заскочить в убегающий поезд.
Впоследствии инспекторы обнаружили целый ряд незначительных ошибок, которые совместно и привели к случившемуся, при этом указав, что повторение данного происшествия слишком маловероятно. Однако почти сразу после ЧП в обществе начались волнения по поводу того, что подобное может всё же повториться, причём и поезд может быть больше, да и груз более опасным.

### Отличия сюжета от реальных событий

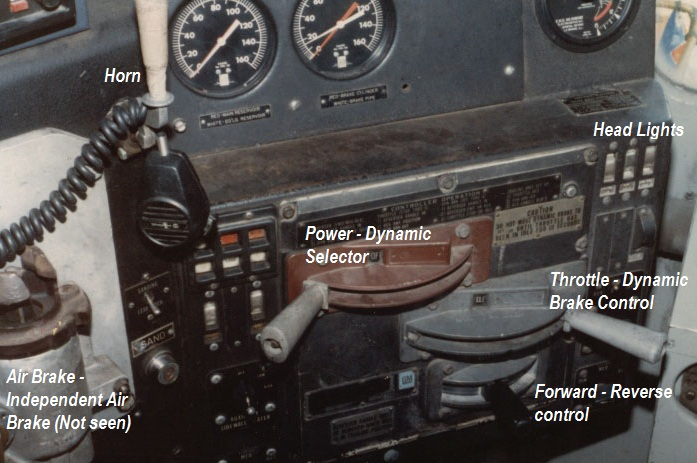
Пульт управления EMD SD40-2.
Вверху — тормозной переключатель
Ниже — контроллер машиниста
В самом низу — реверсивная рукоятка

В целом, сюжет фильма повторял реальные события, но был сделан ряд изменений на повышение зрелищности и драматизма. Прежде всего действие перенесли из штата Огайо в Пенсильванию. Число цистерн с фенолом увеличили с двух до восьми, то есть в четыре раза, а токсичность фенола повысили на порядок, к тому же в фильме он стал взрывоопасен. Масса поезда была повышена с 2900 до почти 5000 тонн, хотя число вагонов при этом сократилось с 47 до 39. Локомотивами поезда вместо SD40-2 № 8888 стали AC4400CW № 777 и 767, из-за чего выходная мощность возросла с 3000 до 2×4400 л. с. Догоняющий локомотив остался без изменений (SD40-2), но бригаде данного локомотива доверили и «честь» остановить неуправляемый поезд. Несколько упростили причину ухода поезда от машиниста: в реальности машинист настолько быстро переключал тормозной регулятор и регулятор тяги, что силовая схема локомотива не успела перевестись из режима тяги в режим торможения; в фильме же во всём оказался виноват тормозной регулятор, который самопроизвольно переключился из режима торможения в режим тяги.
Нашли отражение в фильме и ряд попыток остановить поезд-беглец. Так число полицейских, пытавшихся на ходу выстрелить по кнопке аварийного отключения дизеля, возросло с двух до целой шеренги. Показана в фильме и попытка остановки поезда за счёт впереди идущего локомотива, которая в реальности хоть и планировалась, но не была реализована. Можно также в фильме отметить ряд намеренных ошибок, сделанных ради сюжета:
- Стоило только Френку и Уиллу поехать за поездом-беглецом, как уже всего через несколько минут в новостях говорили о них всю подробную информацию. На деле же любая железная дорога, даже вымышленная, является стратегическим объектом, поэтому журналисты не могли иметь доступа к базе данных о машинистах дороги.
- Машинисты и начальник дороги активно беседуют о положении на участке с дежурной по станции (её играет Розарио Доусон), хотя за него должен отвечать поездной диспетчер, который, к тому же, по должности выше дежурной по станции[4]. Достаточно сравнить со схожим фильмом «Поезд-беглец», где дежурный по станции почти сразу передаёт наблюдение за беглецом диспетчеру.
- Реостатное торможение осуществляется за счёт тяговых электродвигателей (ТЭД), а не за счёт тормозных колодок, поэтому искр из-под колёс быть не должно, но должны были характерно гудеть ТЭД (известно как «пение»), работающие в генераторном режиме, а также вентиляторы охлаждения тормозных резисторов.

Из сюжетных ошибок можно отметить неверно указанную Барнсом мощность локомотива № 1206 — 5000 л. с. (3700 кВт), тогда как реальная мощность тепловозов SD40-2 в полтора раза ниже — 3000 л. с. (2200 кВт).

### Поезда в фильме

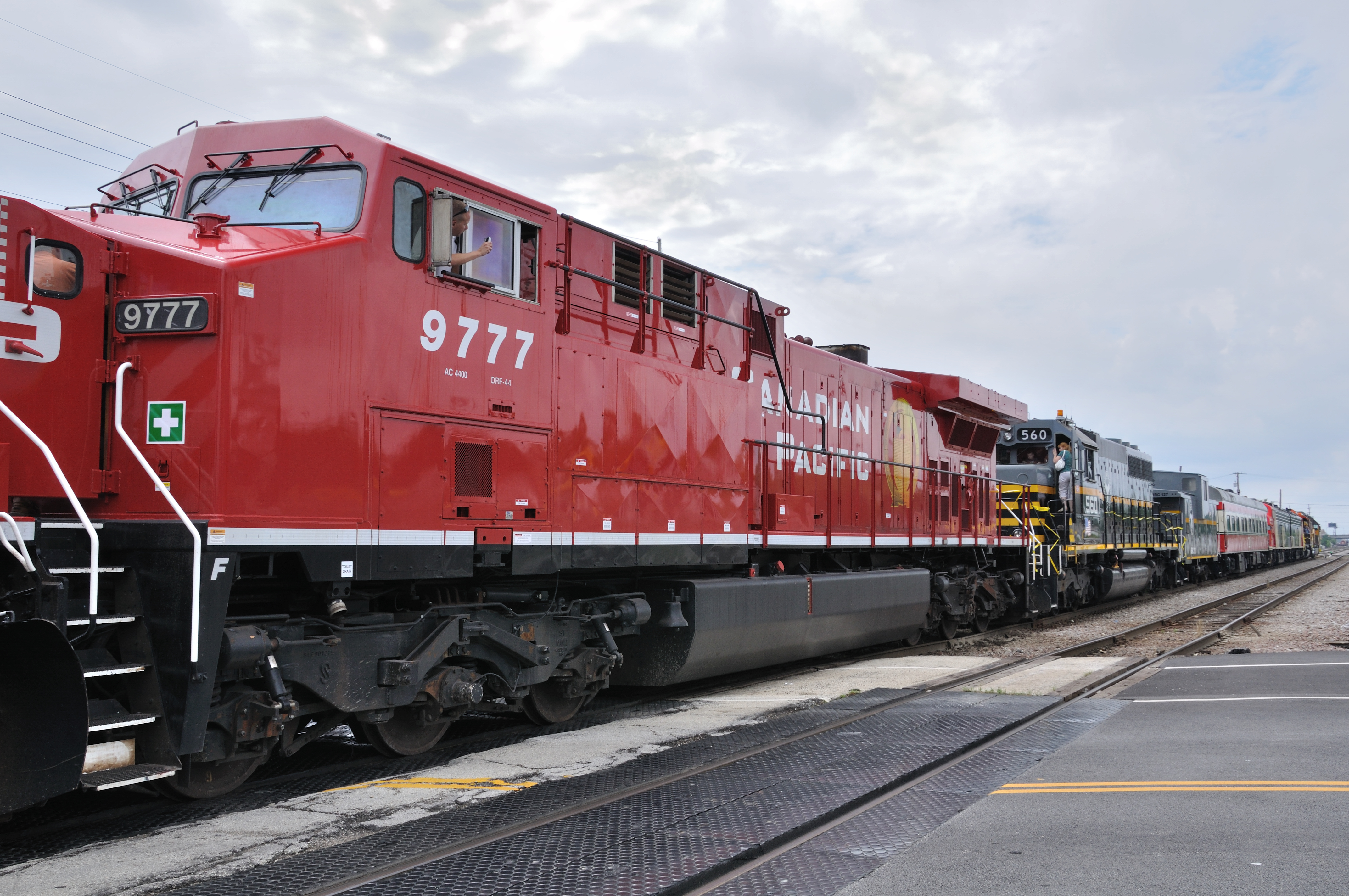
Снявшийся в фильме GE AC4400CW № 9777

В общей сложности в фильме «сыграли» порядка 10 тепловозов и около 60 вагонов, а также несколько макетов вагонов и передних частей локомотивов (для сцен с крушениями и столкновениями).
В роли локомотивов № 777 и № 767, что вели неуправляемый поезд, в начале фильма (включая сцены со столкновениями) снялись тепловозы GE AC4400CW (не путать со схожим и более распространённым GE Dash 9-44CW) № 9782 и № 9175 соответственно, которых позже сменили № 9777 и № 9758. Все они были арендованы у Canadian Pacific Railway, а опознать их можно по маленьким номерам на раме: 777-1, 767-1, 777-2 и 767-2 соответственно. Локомотивом № 1206, на котором ехали Барнс и Колсон, были арендованные у Wheeling and Lake Erie Railway (W&LE) тепловозы EMD SD40-2 № 6354 и № 6353, а также дополнительно ещё один (оригинальный номер не установлен) для сцен крупным планом. Отличить эти три тепловоза в фильме можно по маленьким номерам 1206-2, 1206-3 и 1206-1 на раме.
Локомотивами сплотки № 7375—7346, с помощью которой пытались остановить поезд-беглец, являются тепловозы EMD SD40-2 (также с W&LE) № 9352 и № 9351. Эти же два тепловоза «сыграли» роль локомотивов № 5624 и № 5680. В «роли» локомотива № 2002, что вёл экскурсионный поезд с детьми, участвует GP11 (переделка из EMD GP9). Пассажирские вагоны для этого поезда были предоставлены Оррвильским обществом железнодорожного наследия (англ. Orrville Railroad Heritage Society).

## Критика
Фильм получил положительные отзывы кинокритиков. На сайте Rotten Tomatoes фильм имеет рейтинг 87 % на основе 194 рецензий со средним баллом 7,3 из 10. На сайте Metacritic фильм имеет оценку 69 из 100 на основе 34 рецензий критиков, что соответствует статусу «в целом положительные отзывы». 